# Larus armenicus
Il gabbiano d'Armenia (Larus armenicus, Buturlin 1934) è un uccello della famiglia dei Laridi.

## Sistematica
Larus armenicus non ha sottospecie, è monotipico.

## Stato di conservazione
Il gabbiano d'Armenia è valutato a rischio limitato nella lista rossa della IUCN, riguardante le specie minacciate.

## Descrizione
È un gabbiano di grossa taglia, simile anche se un po'  più piccolo del gabbiano reale zampegialle (Larus michahellis) del quale era considerato una sottospecie. Il becco è corto con una caratteristica banda nera poco prima della punta. La colorazione invernale tende al marron, con il dorso biancastro, penne remiganti chiare e una sottile striscia nera sulla coda.

## Distribuzione e habitat
Questo gabbiano vive nelle regioni del Caucaso e nel Medio e Vicino Oriente. Nello specifico, lo si incontra in Armenia, Georgia, Iran, Cipro, Turchia, in Egitto, in Israele, Giordania, Siria, Libano, Iraq, Arabia Saudita, Kuwait e Qatar. Di passo in Grecia, Bahrein, e sulle coste africane del Mar Rosso.
 
È un uccello parzialmente migrante e molti individui svernano sulle coste della Turchia, del Libano e di Israele. Piccoli stormi si spingono fino a Cipro, Egitto e Golfo persico.

## Nidificazione
Il gabbiano d'Armenia nidifica nei pressi di laghetti montani della Georgia, Armenia, Turchia e Iran occidentale. Ci sono grandi colonie presso il lago Sevan e il lago Arpi in Armenia. Le colonie di nidificazione sono in genere affollate, con nidi vicini tra loro e questo ingenera frequenti conflitti territoriali.
Il nido è costituito da un accumulo di vegetazione e posizionato su un isolotto o sulla sponda del lago. Depone in genere tre uova verso la fine di aprile.